# Восточно-Сибирская провинция

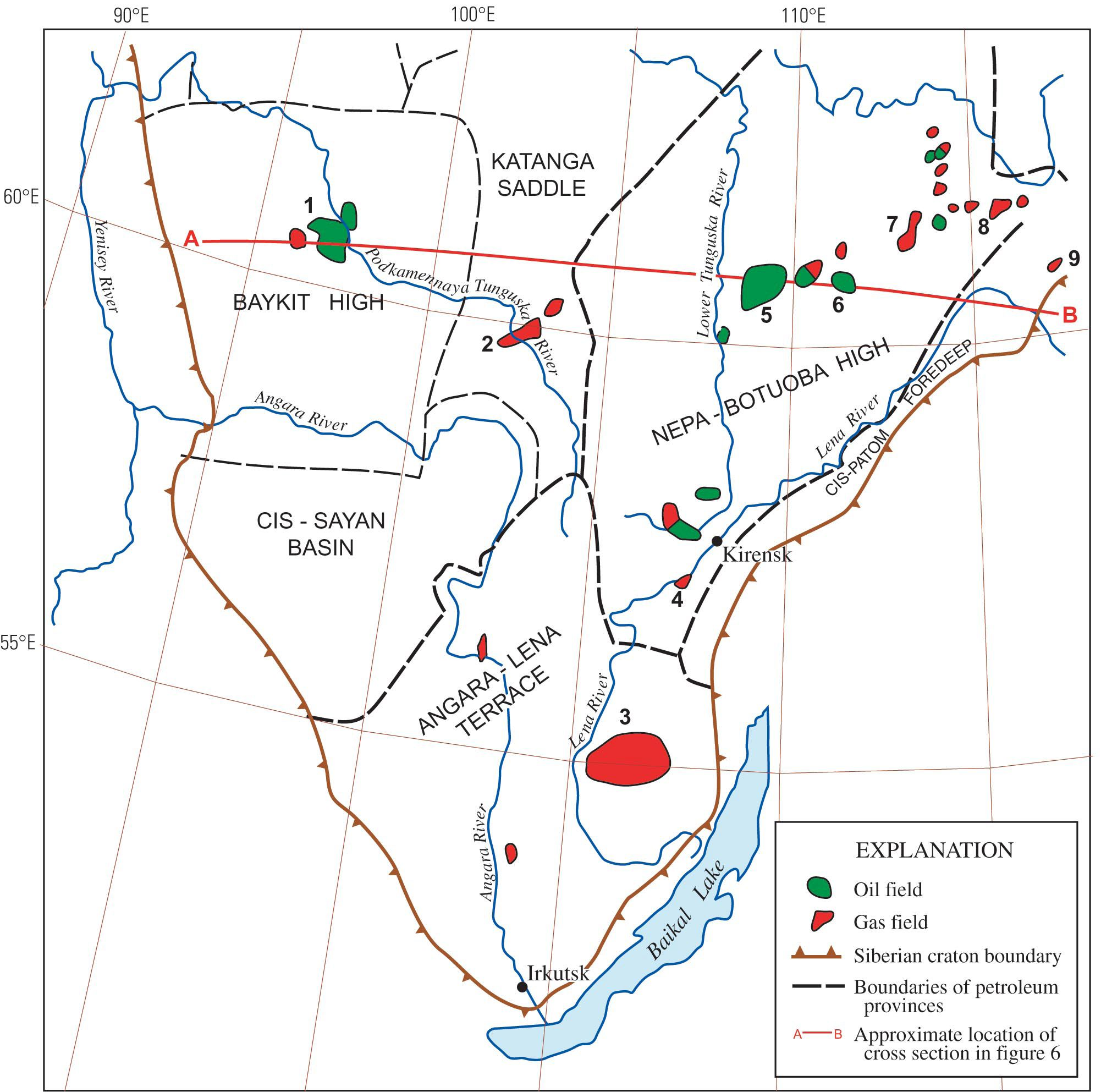
Месторождения нефти и газа в Восточной Сибири: (1) Юрубчено-Тохомское, (2) Соба, (3) Ковыктинское, (4) Марковское, (5) Верхнечонское, (6) Талаканское, (7) Среднеботуобинское, (8) Верхневилючанское, (9) Бысахтахское

Восточно-Сибирская нефтегазоносная мегапровинция, до настоящего времени не разрабатывавшаяся в должном объеме, является основным резервом для будущего прироста запасов и обеспечения добычи нефти и газа России – нефтегазовая мегапровинция расположенная на территории Якутии, Красноярского края, Иркутской области. Крупнейшими нефтегазовыми месторождениями являются Марковское, Верхнечонское (открытое в 1978 году); газовыми: Пелятинское, Криволукское, Ярактинское; нефтегазоконденсатным: Среднеботуобинское.  
На Дальнем Востоке наиболее крупные месторождения нефти находятся на Сахалине. На территории Якутии открыты 10 газоконденсатных месторождений, из них разрабатываются Усть-Вилюйское, Средне-Вилюйское, Мастахское. Дальневосточные нефтеносные области являются перспективными.

## Значение
Восточно-Сибирская провинция, до настоящего времени не разрабатывается в полном объеме, является основным резервом для будущего прироста запасов и обеспечения добычи нефти и газа России.